# Präsidentschaftswahl im Iran 1989

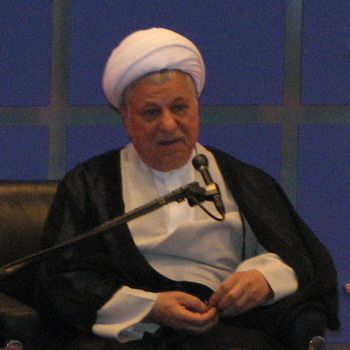
Wahlsieger Ali-Akbar Hāschemi Rafsandschāni (2008)

Die Präsidentschaftswahlen 1989 in Iran fanden am 28. Juli 1989 statt und machten Akbar Hāschemi Rafsandschāni zum Präsidenten der sogenannten Islamischen Republik.

## Vorgeschichte
Am 3. Juni 1989 starb mit dem Ajatollah Ruhollah Chomeini der oberste Rechtsgelehrte Irans und die Symbolfigur der Islamischen Revolution. Die von Chomeini entworfene und auf ihn zugeschnittene Verfassung musste geändert werden, da niemand die Anforderungen erfüllte, die an das Staatsoberhaupt gestellt wurden. Im Zuge dieser Verfassungsrevision wurde, auf Drängen des bisherigen Parlamentspräsidenten Ali-Akbar Hāschemi Rafsandschāni, das Amt des Staatspräsidenten gestärkt. 
Am 28. Juli 1989 trat durch das gleichzeitig abgehaltene Verfassungsreferendum die Verfassungsänderung in Kraft und ein neuer Staatspräsident wurde gewählt. Der bisherige Amtsinhaber Seyyed Ali Chāmene'i folgte Chomeini als oberster Rechtsgelehrter. 79 Kandidaten wollten sich zur Wahl aufstellen lassen, doch der Wächterrat verbot 77 von ihnen eine Kandidatur. Einer der beiden genehmigten Kandidaten war Rafsandschāni, der gegen den wesentlich unbekannteren Abbas Sheibani als großer Favorit gehandelt wurde.

## Ergebnis
Die Wahl endete erwartungsgemäß mit einem klaren Sieg für Rafsandschāni. Von 16.452.677 abgegebenen Stimmen erhielt er 15.550.528.
|                                  | Stimmen    | Prozent |
| -------------------------------- | ---------- | ------- |
| Ali-Akbar Hāschemi Rafsandschāni | 15.550.528 | 94,52 % |
| Abbas Sheibani                   | 635.165    | 3,86 %  |
| Ungültig                         | 266.984    | 1,62 %  |

Rafsandschāni begann seine erste Amtszeit und wurde bei der Präsidentschaftswahl 1993 wiedergewählt.